# Cuba en los Juegos Olímpicos de Roma 1960
Cuba estuvo representada en los Juegos Olímpicos de Roma 1960 por un total de 12 deportistas, 9 hombres y 3 mujeres, que compitieron en 8 deportes.
El portador de la bandera en la ceremonia de apertura fue el luchador José Yáñez. El equipo olímpico cubano no obtuvo ninguna medalla en estos Juegos.